# قلاده‌های طلا
قلاده‌های طلا یک فیلم پروپاگاندای ایرانی به کارگردانی ابوالقاسم طالبی محصول سال ۱۳۹۰ است که حوادث پس از انتخابات ۸۸ را به روایت جمهوری اسلامی ایران به تصویر کشیده‌است.
اکران فیلم از تاریخ ۲۵ اسفند ۱۳۹۰ شروع شد. فیلم‌برداری صحنه‌های فیلم در تابستان ۱۳۹۰ و در شهر تهران انجام شده‌است. نویسنده به گفته خودش، در تدوین فیلم‌نامه فیلم از اطلاعاتی که اعضای سابق سازمان مجاهدین خلق فراری از اردوگاه اشرف، فیلم‌های مستند بسیج و نیروی انتظامی و متن بازجویی‌های دستگیرشدگان در خلال ناآرامی‌های پس از انتخابات به دست آورده، کمک گرفته‌است. ابوالقاسم طالبی تصمیم داشته در ابتدا نام فیلم «ترور رئیس‌جمهور» گذارده شود که به موجب نامه‌ای که از دفتر هاشمی رفسنجانی به دست وی می‌رسد، از این کار نهی می‌شود و نام فیلم به قلاده‌های طلا تغییر پیدا می‌کند.
طالبی، کارگردان فیلم، اعلام کرده که فیلم قلاده‌های طلا با حمایت سید علی خامنه‌ای ساخته شده‌است. این در حالی است که طالبی پیش از این گفته بود که هیچ نهاد و ارگانی از فیلمی که ساخته، حمایت نکرده و نمی‌کند.
در مرداد ماه ۱۳۹۱ جواد شمقدری معاون امور سینمایی وزارت فرهنگ و ارشاد اسلامی دولت دهم اظهار کرد که سازمان سینمایی حدود یک میلیارد تومان به این فیلم کمک مالی کرده‌است. شمقدری گفت که طالبی از وی خواسته تا پایان اکران عمومی، خبری از سوی سازمان سینمایی مبنی بر حمایت از این فیلم صادر نشود. چون معتقد بود برخی از این خبر سوء استفاده‌های خود را خواهند کرد و دوباره با نسبت دادن آن به جریان انحرافی برای انکار آن دردسر درست خواهند کرد. پیش از این و به ویژه در زمان اکران فیلم، ابوالقاسم طالبی هرگونه کمک‌های دولتی برای ساخت فیلمش را رد کرده و حتی مدعی مانع‌تراشی‌های برخی نهادهای حکومتی شده بود.

## داستان
ماجرا با برنامه‌ریزی گردآمدگان دستگاه‌های اطلاعاتی آمریکا و انگلیس و اسرائیل و ضدانقلاب و دیگر مخالفان نظام برای شلوغ کردن انتخابات آغاز می‌شود.
با توجه به این که در تاریخچهٔ دنیا ترور هر شخص باعث افزایش محبوبیت هم‌قطارانش شده بود، تصمیم بر این می‌شود که سید محمد خاتمی که نامزد احتمالی اصلاح‌طلبان در انتخابات دهمین دوره ریاست جمهوری ایران خواهد بود را ترور کنند و با این ترور جریان اصلاحات محبوب شود و مملکت را پله پله به آشوب بکشانند.
با اقدامات او، ۹ خرداد ۱۳۸۸ در دستشویی هواپیمای اهواز-تهران بمب می‌گذارند که بر فراز تهران منفجر شود. وزارت اطلاعات از این قضیه باخبر می‌گردد ولی معلوم می‌شود که خاتمی با پرواز پیش که رده یک (فرست کلاس) بوده، آمده‌است. با این حال خدمهٔ پروازی به‌موقع بمب را یافتند و پس از فرود اضطراری سریع به باند انداخته و هواپیما سالم می‌ماند.
با شکست عملیات مخالفان جمهوری اسلامی ایران، مازیار فنایی زاده، جاسوس ارشد ایرانی‌تبار ام‌آی۶ از سوی سرپرست ایرانی‌تبار خود یعقوب قادری (مک گورین)، مأمور می‌شود به ایران بیاید و پیامدهای انتخابات ریاست جمهوری دهم ایران را راه بیندازد و مدیریت کند. مقر واسط در استانبول است.
جاسوس که در وقایع ۱۸ تیر ۱۳۷۸ نیز دست داشته‌است، با تغییر قیافه به ایران می‌آید. وزارت اطلاعات جاسوس را شناخته و مأمور خود را، به عنوان رانندهٔ تاکسی، مأمور مراقبت از وی می‌کند. او از طریق تلفن همراهش که ماهواره‌ای است، از سوی جاسوسی دیگر ام‌آی۶ که به وزارت اطلاعات نفوذ کرده‌است، بوسیله پیامک از این قضیه اطلاع می‌یابد و با کشتن راننده می‌گریزد.
با این اتفاق دکتر جواد رخ‌صفت مأمور ارشد (معاون وزیر اطلاعات) ایران به این ماجرا شک می‌کند و عامل اخراج مأموری دیگر می‌شود که به او شک کرده‌است.
مأمور دوم مدام تکرار می‌کند که قرار است در ایران کودتای مخملی اتفاق بیفتد ولی مؤثر واقع نشده و بیرونش می‌کنند.
انتخابات برگزار شده و نتیجه اعلام می‌شود. در این هنگام جاسوس در یک خانهٔ تیمی است که در آن‌جا سلطنت‌طلبی ثروتمند با همسرش، دو زن عضو سازمان مجاهدین خلق و یک همجنسگرای متخصص کارهای رایانه‌ای و وب هستند، پیام را از خارج می‌گیرد و در شبکهٔ اینترنت پخش می‌کند که با رمز «تقلب بزرگ» در انتخابات تقلب شده‌است.
ماجرا از این‌جا شدت می‌گیرد.

## بازیگران
| بازیگر            | نقش                                            |
| ----------------- | ---------------------------------------------- |
| امین حیایی        | مهندس کامران (مأمور وزارت اطلاعات ایران)       |
| محمدرضا شریفی‌نیا  | مهندس ساسان (مأمور وزارت اطلاعات ایران)        |
| حمیدرضا پگاه      | دکتر جواد رخ صفت (معاون وزیر اطلاعات)          |
| حسین سحرخیز       | سردار احمد طاهریان (فرمانده کل یگان ویژه ناجا) |
| چنگیز جلیلوند     | مک گورین (افسر ارشد سازمان MI6)                |
| داریوش اسدزاده    | اعلیحضرت (مرد سلطنت طلب)                       |
| نیلوفر خوش خلق    | اکرم (همسر دکتر رخ صفت)                        |
| پوراندخت مهیمن    | مادرزن دکتر رخ صفت                             |
| آزیتا ترکاشوند    | زهره (همسر سابق مازیار) عضو سازمان مجاهدین خلق |
| پردیس افکاری      | مادر زهره عضو سازمان مجاهدین خلق               |
| مریم سلطانی       | علیاحضرت (همسر مرد سلطنت طلب)                  |
| علی‌رام نورایی     | مازیار فنایی زاده (جاسوس MI6)                  |
| محمود عزیزی       | دکتر اکبری (معاون دبیر شورای عالی امنیت ملی)   |
| مهدی صبایی        | حاج آقا عابدی (فرمانده بسیجی)                  |
| کیانوش گرامی      | گوش بریده (سردسته اراذل و اوباش آشوبگر)        |
| طناز دهقان        | خبرنگار شبکه bbc                               |
| داود مقدادیان     | سروان آزاد علیزاده (افسر پلیس خائن)            |
| اسماعیل زنگل گیاه | سرهنگ مهدی گودرزی (معاون سردار طاهریان)        |

## واکنش‌ها
این فیلم با حمایت اصولگرایانی نظیر محمد حسینی، وحید یامین‌پور و حسین قدیانی مواجه شد. محمد حسینی، وزیر ارشاد وقت، دربارهٔ این فیلم گفت: «نکته مهم اینجا است، کسی نتوانست نقد منطقی به ساخت قلاده‌های طلا داشته باشد و همین امر باعث شد برخی بی‌انصاف‌ها، تنها هو و جنجال کنند. [این] از آنجا نشات می‌گیرد که قلاده‌های طلا یک واقع‌نگاری با تحقیقات گسترده بود و مستندات و مدارک زیادی برای اتفاقاتی که تصویر می‌شود، وجود داشت.»
محمد نوری زاد که آشنایی قدیمی با طالبی داشته معتقد است فیلم قلاده‌های طلا را «نیمهٔ اطلاعاتی آقای طالبی» ساخته‌است و این فیلم را به تغییر و تحریف تاریخ به نفع سلاطین توسط کاتبان درباری تشبیه می‌کند.
ابوالحسن داوودی، کارگردان سینما، در مورد ساختن فیلم‌هایی از این قبیل در ایران گفت: «در کشور ما میلیاردها تومان بودجه دولتی صرف می‌شود و فیلمی مانند قلاده‌های طلا یا پایان‌نامه ساخته می‌شود که هیچ‌کدام قدرت ارتباط و تکنیک لازم را برای تأثیر بر جامعه جهانی و حتی اکثریت مردم خودمان ندارند.»
مسعود فراستی منتقد سینما در برنامه هفت با اشاره به سفارشی نبودن فیلم گفت: «این فیلم برعکس فیلم پایان‌نامه سفارشی نبود، معلوم است آدمی پشت دوربین است که مسئله دارد… این فیلم نکته، باور و دغدغه دارد. این تبدیل به فیلم داستانی جذاب می‌شود.» او همچنین نگاه حاکم بر این فیلم را نگاهی «ملی» و «وحدت‌طلبانه» دانست.
در ۹ دی ۱۳۹۷ طالبی در صفحهٔ توئیتر خود نوشت: «امشب (#نهم_دی ماه ۹۷ ساعت بیست سی دقیقه) از بیت حضرت #رهبری با بنده تماس گرفتند و پیام ایشان را به اطلاع بنده رساندند، حضرت آقا فرمودند دیشب مجدداً فیلم شما را از شبکه افق دیدم آفرین آفرین آفرین؛ دست شما درد نکند از قول من به بازیگران سلام برسانید.»